# Punta del Puig (Vinaixa)
La Punta del Puig és una muntanya de 574 metres que es troba al municipi de Vinaixa, a la comarca catalana de les Garrigues.